# 인천 차이나타운
인천 차이나타운은 인천역 앞에 있는 차이나타운이다. 중국 음식점이나 기념품 등을 파는 상점이 많은 편이다. 화교중산학교가 있다. 매년 9월과 10월엔 각각 인천-중국의날 문화축제와 짜장면 축제가 열린다. 1883년 인천항 개항 후 1884년에 만들어진 중국(청나라) 조계지에 화교들이 모여들면서 형성되었다. 인천 차이나타운은 특이하게 산둥 출신이 중심을 이룬다.

## 역사

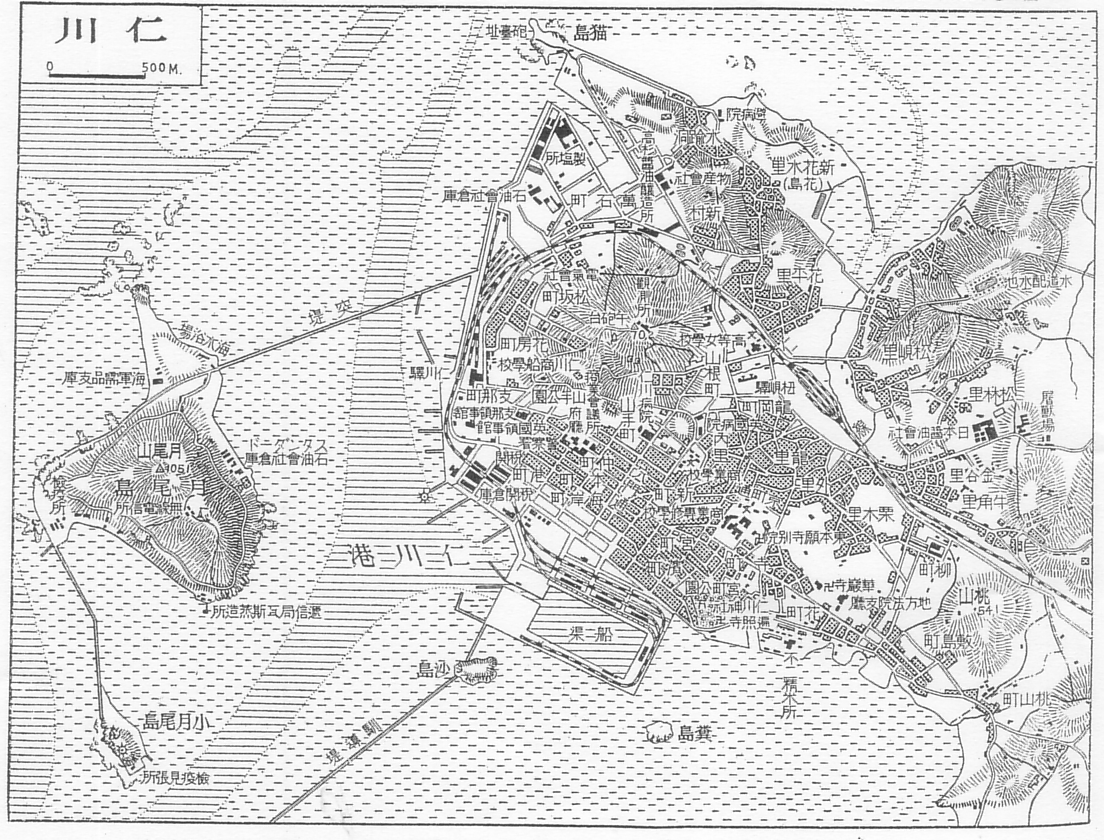
1930년대 인천항의 지도

조선 말 청나라 사람들이 대거 들어오기 시작한 것은 임오군란 때였다. 임오군란이 일어나 조선의 정세가 급변하자 청은 조선의 공식 요청이 없었는데도 산둥성에 주둔 중이던 오장경(吳長慶)의 수군을 파병하였다. 오장경이 지휘하는 4,500여 명의 군사와 함께 40여 명의 상인이 따라 들어왔으며, 이들은 청군이 주둔하던 용산 근처에서 장사를 시작하였다. 이전부터 사신 왕래나 공무역인 개시(開市)를 통해 중국인이 조선에 머무는 일이 잦았으나, 장기 체류를 한 것은 이 일이 시초이다.
1876년 강화도조약 이후 제물포는 개항 후보지로 선정되었지만 실제 개항지로 선정되는 데에는 6년이 걸렸다. 조선도 서울의 바로 옆에 개항장이 들어서는 것을 꺼렸고, 일본도 다른 후보지들을 물색하느라 시간이 소요되었기 때문이다. 1882년 제물포가 개항지로 선정되었고, 청과 일본, 서구 열강들이 앞다투어 제물포로 몰려들었다. 1883년 인천제물포각국조계장정이 체결되어 제물포에 조계지가 형성되게 되었다. 일본은 제물포 조약 직후 지금의 중구청 자리에 영사관을 세웠고, 청나라 역시 청국이사부(靑國理事府)를 세웠다. 1885년 청나라는 본국과 연결되는 전신선을 세웠다. 청나라도 조청상민수륙무역장정을 채결하고 제물포를 통한 무역을 시작하였다. 1884년 3월 7일 인천화상조계장정(仁川華商租界章程)이 체결되어 청조차지가 결정되었고, 이후 이곳에 많은 중국인이 자리를 잡게 되었다. 지금의 차이나타운은 당시의 조차지에서 유래한 것이다. 한국의 화교 규모는 1910년 11,800 여 명이었고 이 가운데 2,800 여 명이 조계 내에 살고 있었다. 오늘날 인천에 사는 화교는 약 2,000 여명으로 차이나타운에 거주하고 있는 화교는 약 120 가구 500명이다.
1883년 개항이 된 이래, 인천 차이나타운 내에는 중국의 종교시설이 만들어졌다. 황합경(黃合卿)이라는 스님이 창건하여 1884년 청나라 상인들이 대거 들어오면서 의선당이라는 묘우(廟宇: 신위를 모셔놓은 곳, 일명 사당)을 짓게 되었다고 한다. 화교들의 흥망성쇠를 같이 하던 이 곳은 1970년 거의 존폐의 기로에 놓였다가 2005년 화교들의 모금과 중국정부의 지원으로 대대적인 수리를 거친후 다시 문을 열었고, 현재 이곳은 인천광역시 화교협회 지정 문화유산 제 1호이다.
조계지가 형성된 후 청일전쟁이 일어날 때까지 청나라 정부의 호호 아래 상하이와 인천을 오가는 해운 사업이 지속되었다.1883년 취항한 남승호는 월 1~2회 나카사키와 부산을 경유하여 상하이와 인천을 오갔다. 1888년부터는 상하이에서 산둥성을 거쳐 인천으로 연 20회 운항하였다. 이를 통한 무역도 활발하여 청일전쟁 당시인 1984년 조선의 무역 가운데 중국 무역은 절반에 해당하는 13,446,363 원 이었다.
청조계지의 화상(華商)은 처음에는 광동, 홍콩 지역 출신의 남방상인이 많았으나 점차 산둥 출신의 북방상인이 늘었다. 또한 화교 노동자 역시 개항장 인천의 건축 붐에 따라 입국하기 시작하였는데, 이들은 대부분 산둥성 출신이었다. 이들을 따라 이들에게 음식을 파는 요리업자가 들어왔고, 요리업자에게 채소를 공급하기 위해 농부들이 들어왔다. 1905년 무렵 산둥성의 가정 요리에 바탕을 둔 짜장면이 만들어져 팔리기 시작하였다.
 중국인 거주지는 항구의 서부 끝 쪽에 위치해 있고 통(C.T. Tong) 중국 영사의 관할 구역 내에 있다. 이 항구에 거주하는 중국인 500명의 다수가 이곳에 거주하고 있다.…… 인근 경작지의 소규모 채소밭을 소유한 중국인 채소 재배자가 상당히 많다. 이들 중 대부분이 산둥지방의 농부로, 봄이면 이곳에 와 자신들의 토지에서 일하고, 겨울이면 자신들의 고향으로 돌아갔다.— Korean Review, 1901년 1월호, pp. 11-12.

차이나타운 내에 인천화교소·중산중고등학교가 있다. 1901년 중산소학교로 개교한 이 학교는 한 때 학생수가 1,500명에 이르는 큰 학교였고, 평택이나 수원 등지에서도 화교들이 자녀를 입학시켰다. 지금의 학생 규모는 400여명이다. 1992년 8월 대한민국이 중화인민공화국과 수교하며 중화민국과 국교를 단절하였지만 학교는 여전히 중화민국의 소유로 중화민국의 지원을 받고 있다. 매년 졸업생 중 10여명이 대만으로 유학간다. 유학생 가운데 유명한 사람으로는 1950년대 중반 졸업생 이수영을 들 수 있다. 당시 인천 당면 공장 화교 노동자의 딸이었던 이수영은 13세에 대만으로 유학하여 1961년 18세의 나이로 미스차이나에 선발되었다. 이수영의 일은 대한민국 내에서도 큰 화제가 되었다.

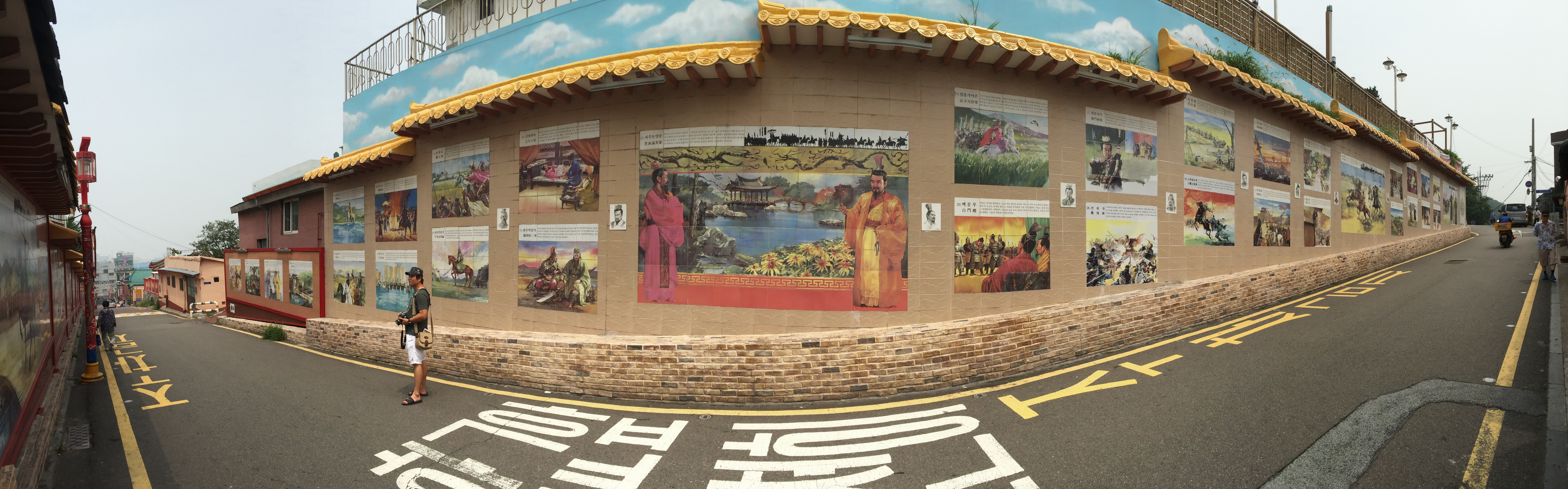
인천 차이나타운 인천화교중산중·소학교 앞의 삼국지 거리

1971년 대한민국 정부는 외국인이 한 가구에 200평 이하의 주택 한 채와 50평 이하의 점포 한 채만을 보유할 수 있도록 허용하는 〈외국인 토지 취득 및 관리에 관한 법〉을 시행하였다. 이 때문에 화교들이 운영하는 대규모 음식점과 자영업은 큰 타격을 맞았다. 서울의 태화관 인천의 공화춘과 같은 대형 음식점은 문을 닫았다. 이후 중국음식점은 영세한 규모를 면하기 어려웠다. 1973년 정부는 분식 장려를 명목으로 중국식당에서 쌀밥을 팔지 못하게 하기도 하였다. 이 때문에 중국식당은 밀가루를 밥알처럼 때어 말린다음 쪄서 볶음밥을 만들어야 했다. 화교 단체들의 진정으로 3개월만에 쌀밥 판매가 재개되었지만 화교들은 큰 심리적 위축을 받게 되었다. 대한민국 정부의 갖가지 규제를 견디지 못한 화교들은 한국을 떠나 미국과 대만 등지로 이주하기 시작하였고 화교 인구 자체가 줄어들기 시작하였다.
1970년대 중반에서 1980년대 말까지 차이나타운은 쓸쓸히 퇴락해가는 곳이었다. 인천항의 여객터미널과 어시장 등이 연안부두로 이전하면서 상권을 잃었다. 인천 차이나타운에 새로운 부흥이 일기 시작한 것은 중화인민공화국과 수교를 맺은 1990년대 후반의 일이다. 또한, 2001년 문화관광부가 차이나타운을 관광특구로 지정하고 근대문화재를 제정비하면서 관광지로 알려지게 되었다.

## 한국화교 이야기
- 화교란?

중국인들이 외국에 이주한 역사는 수천 년에 이른다. 그러나 정식으로 「華僑」라는 명칭이 사용된 것은 약 100여년 이전인 청나라 말기부터이다. 1898년 중국인들은 일본 요코하마에 학교를 세워 정식으로 화교 학교란 이름을 지어 이 때 세워진 화교 학교들이 지금까지 전해져 내려오고 있다. 또한 옛날 청조와 조선이 서로 교환한 문서에 따르면 화교에 대한 명칭이 淸朝人, 華人, 淸商 등으로 명칭이 일정하게 정해져 있지는 않았다.
후에 청조 農工商部 대신이 작성한 문서에 "화교"라는 단어가 나타나게 된다. 그리고 華僑를 한자의 의미대로 풀어보면 華란 중국인을 가리키고, 僑란 잠시 거주한다는 의미를 나타낸다. 즉 외국 영토에 거주하는 중국인을 모두 통칭하여 "華僑"라 일컫는다. 1909년의 청나라 헌법과 1929년의 중화민국 헌법에 의하면 "외국에 거주하면서 중국 국적을 가지고 있는 사람을 모두 화교라고 부른다." 라고 나와 있다.
- 한국화교의 태동

현재 정확한 기록이 남아있지 않기 때문에 누구라고 단언할 수는 없다.
남아있는 기록으로 보면 1882년 임오군란이 발발했을 때 화교가 한국으로 이주해 왔다는 사실이 기재되어 있으며 모든 단체 활동도 이때부터 시작된 것으로 보인다.
고종 19년(1882년) 6월 9일 일본이 조선에서 임오군란을 일으키자 청조는 조선을 돕기 위해 오장경(吳長慶)과 3,000여 명의 군대를 파견하였다.
당시 청군과 함께 한국에 온 화상 수는 약 40여 명이었다. 기록상으로 볼 때 이 40명이 한국 화교의 시작이라 할 수 있을 것 같다.이들은 본래 한국에 머물러 있는 청군을 도와주려고 온 것이었는데 청군이 한국에 오래 머물게 됨에 따라 점차 한국인과 교역을 하게 되었다.
1882년 청군이 주둔한 지 한달 후 청조는 즉시 조선과 "상민수륙무역장정(商民水陸貿易章程)"을 체결하고 정식으로 청과 조선간의 무역관계를 맺었다. 12년 후인 1894년 11월 양국은 청상보호규칙(淸商保護規則)을 제정하였는데 이때가 화교들의 정착기라고 할 수 있겠다.
1882년 이후 일본 항구도시에서 거주하고 있었던 일부 화교들도 일본인들을 따라 조선에 건너와 부산에 정착하기도 하였다.
1884년 한국의 대도시에 있는 화교의 숫자는 크게 늘어 전국에서 가장 많은 서울의 화교 숫자는 약 350명 정도로 약 4배 가까이 늘었다. 인천도 235명으로 늘었는데 그 이유는 산동반도와 인천항 사이에 정기적으로 배가 운행하고 있었기 때문이다. 범선과 여객선의 운행으로 화교들의 왕래가 더욱 빈번해져서 서울과 인천의 화교 수는 더욱 크게 늘어났던 것이다.
- 한국화교의 성장

당시조선사회는 상업이 세분화되어있지 않아 화교들은 여러 가지 상업 활동에 모두 종사할 수 있었고 이는 조선 사회와 조선 상인들에게 큰 위협이었다. 초기 화교들은 중국 정부의 정책적 도움을 받아 일본인을 제외하고 조선에 가장 많이 거주한 외국인이었다.
1884년 4월 "인천화상조계장정(仁川華商租界章程)"이 체결되면서 지금의 인천시 선린동 일대의 5천평 토지에 중국 조계지가 세워졌으며, 중국의 조계지가 생긴 후 중국의 건축 방식을 본뜬 건물이 많이 세워졌다. 이곳이 오늘날 우리가 말하는 "차이나타운"의 최초 형태이다. 그리고 이후 원세개가 조선 통상 사무를 맡아 1887년에는 부산, 1889년에는 원산에 조계지역에 대한 담판을 성공시켜 중국 조계지역은 계속해서 확장되었다. 인천에 조계 지역이 설립되면서 화교의 수는 급증하여 1883년 48명이던 화교가 1년 후에는 5배에 가까운 235명으로 늘어났고 1890년에는 화교가 약 1천명에 이르렀다.
이들 대부분은 인천을 상업 활동의 중심으로 삼고 사업 수완을 발휘하여 중국에서 수입한 식료 잡화를 팔고 다시 조선의 사금 등을 중국에 보내어 얼마 지나지 않아 시장의 전반적인 상권을 장악하였다. 특히 인천 조계지 내의 화상들은 한국 전역에 퍼져 있는 화상들과 긴밀한 관계를 맺어 사업은 날로 흥성하게 되었다. 또한 1898년 의화단 (義和團)의 북청사변(北淸事變)으로 산동성 일대가 전란에 휘말리자, 이 일대 중국인들이 피난차 가까운 한국으로 대거 건너오기 시작하였는데, 이들도 주로 인천을 자신들의 집결지로 삼았기 때문에 인천은 부지불식간에 화교들의 근거지가 되었으며 서울과 함께 화교들의 양대 세력권이 되었다. 당시의 자료에 의하면 1884년 35척의 청조 선박이 인천과 마포항을 왕래하였으며 1만 3천톤의 화물을 운반하였다고 한다.
화교들의 활동 범위가 날로 확대되어 가면서 공관과 중화회관을 중심으로 한국인들과 접촉하는 횟수도 날로 많아졌으며 이로 인해 화교들과 한국인들간의 충돌도 점점 많아졌다. 관련 자료에 따르면 1883년 7월부터 1884년 9월까지 한국과 화교간에 발생한 채무 분쟁이 15건이며 액수는 30687량에 달했다. 정착 초기에는 사용하는 언어가 다르고 지리적 환경이 달라 한국인들과 분쟁이 발생하는 것은 피할 수 없었다. 이 가운데에서 침략자 일본의 이간책도 중요한 원인으로 작용하였다.
1920년대의 10년 동안 화교의 경제력은 막강하였다. 특히 20년대의 후반기인 1927년 전후에는 화교의 경제활동이 가장 막강했던 시기였다. 서울과 인천에 분포해 있던 화교 무역 상인들은 주로 비단, 옷감, 면화, 양식, 고추, 마늘 등 각종 토산품을 중국에서 대량으로 수입한 후 다시 한국의 전역으로 판매했다. 1923년 조선총독부의 통계에 따르면 서울과 인천 양 지역에 거주하고 있는 화교의 수는 약 6천명 정도였다.
이들이 40년간 중국으로 보낸 액수는 1천만 엔에 달했다. 당시 경성 시민 중에서 세금을 제일 많이 내는 사람은 화상 동순태(同順泰) 사장인 담걸생(譚傑生)씨였다. 1920년대 화상이 경영하는 상점들은 대체로 잡화점, 비단가게, 양장점, 이발소 등이었으며 후반기에는 요식업이 늘기 시작했다.
- 한국화교의 위축과 이동
- 한국화교의 재도약

그 이후 1998년 200평 이하로 소유를 제한했던 외국인 부동산 관련 법규가 풀리고, 외국인에게 호의적인 정책이 시행되면서 2001년도에는 22,917명(법무부 집계 F-2 비자 대만인 거주현황)으로 점차 안정적이 되었다.
그리고 21세기에 접어들어 중국의 부상과 21세기 지구촌 시대 도래, 특히 1997년 IMF사태 이후 외국 자본 유치의 중요성이 부각되면서 한국 화교는 새로운 도약의 발판을 마련하고 있다. 즉 이들은 막대한 세계 화교 자본을 국내로 유치하는 교량 역량을 할 수 있을 것으로 기대되면서 이들이 중심이 되어 2005년 서울에서 제8차 세계화상대회(世界華商大會)가 개최되기도 하였다. 오늘날 우리 사회는 서서히 다문화 사회로 진입하고 있다. 이러한 환경 역시 한국 화교의 재도약에 유리한 환경을 조성하고 있다.
이들은 전 세계 화교망을 이용하여 화교 자본 유치는 물론 우리 경제의 교역활성화를 위한 최첨병의 역할을 적절히 수행할 수 있는 역량을 보유하고 있다. 다문화 사회에서 서로에 대한 이해를 높여 나간다면 한국 화교는 우리 사회의 다양성과 지속가능한 발전을 위해 충분히 그 한 축을 담당할 것으로 기대된다.
- 한국화교 현황

2010년 현재 한국 화교의 정확한 수는 알 수 없으나, 2001년 5월말 기준으로는 약 22,917명이다.
이 통계는 최근의 현황을 나타내기에는 부족하지만, 1980년대부터 최근까지 한국 화교 인구의 큰 흐름을 보면 대략 다음과 같다. 첫째, 80년대와 90년에는 아래 그래프에서 볼 수 있듯이 그 수가 점차 감소하고 있는데, 주 요 원인은 해외유학이나 취업 그리고 외국인에 대한 거주여건이 비교적 나은 미국, 캐나다, 호주 등 선진국으로의 이민 등이다. 둘째, 그러나 1999년부터 2001까지 다시 증가 추세를 보이는데, 이는 이른바 IMF 금융위기에서 외국인에 대한 규제가 대폭적으로 완화되면서 외국인의 부동산 소유 한도 역시 철폐되는 등 외국인에 대한 여건이 호전되었을 뿐만 아니라, 중국의 급속한 성장 및 한중 교류의 폭발적인 증가가 주요 원인으로 보인다. 셋째, 2001년부터 최근까지의 현황은 관련 자료를 구하지 못해 정확히 서술하기 어렵지만, 상기 추세에 따라 예측할 경우, 향후 한국에서 태어나고 자란 화교 후손으로 이루어진 기존 화교에 최근에 한국으로 건 너오는 신이민 화교층이 점차 자리를 잡아가고 있는 것을 본다면 당분간 이들의 수는 점차 늘어날 전망이다.
- 화교 학교

## 먹거리
- 깐쇼새우 : 작은 새우를 튀겨서 칠리소스와 함께 불에 볶아 먹는 요리
- 꽃빵, 고추잡채 : 꽃빵은 꽃모양으로 된 빵, 굽거나 튀기지 않고 쪄서 먹는 빵이다. 고추잡채와 함께 먹으면 일미이다.
- 전가복

새우와 점보고기.각종 친환경 야채를 볶아 국물에 끓인 요리로, 전가복에 들어가는 요리는 식당에서 가장 신선한 재료를 사용하는 만큼 가격도 만만치 않다.
- 오향장육
- 탕수육 : 고기튀김에 달고 새콤하게 끓인 녹말채소 소스를 끼얹은 중국요리
- 양장피 : 중화요리의 하나. 전분으로 만든 얇은 판을 두 겹으로 겹쳐서 만든 요리
- 공갈빵 : 중국의 빵요리이다. 중국식 호떡이라고도 한다. 속이 텅비고 겉만 부풀게 구운 중국식 빵을 낮잡아 이르는 말이다. 겉으로 볼 때는 크지만 속은 비어 있기 때문에 '공갈'빵이라고 부른다.
- 월병 : 중국 과자의 일종이다. 일반적으로 둥글고 납작한 모양이지만, 중국 지역마다 재료 등에는 차이가 있다.
- 자장면 : 돼지고기 간것과 양파, 호박, 생강 등을 다져 중국된장(춘장)과 함께 볶은 양념을 국수에 넣어 비벼 먹는 요리
- 중국 전통차
- 옹기병
- 포춘쿠키 : 미국, 유럽 등지의 중국 음식점에서 후식으로 나누어 주는 과자이다. 과자의 안을 깨보면 보통 운세가 적힌 쪽지가 들어 있지만, 단순한 중국어 낱말을 배울 수 있는 쪽지가 들어 있기도 한다.
- 대만 크래커

## 살거리
- 치파오 : 중국의 전통의상이다. 원래 남녀 의상 모두를 이르는 말이지만, 보통 원피스 형태의 여성 의복을 지칭한다.
- 전통차 : 우리나라와 마찬가지로 녹차, 홍차, 꽃차등으로 구별하는데 용정차, 우롱차,철관음, 보이차 등이 많이 알려져 있음.
- 엔틱도자기 : 중국의 차와 도자기는 이미 천년전 송대에서부터 서양인들이 가장 좋아하는 물건이었다. 징더전(景德鎭)이 도자기 산지로 유명한 곳인데 이곳도 옛날 전통 도자기에서 좀더 화려하고 실용적인 제품으로 고객들을 부른다.
- 악세사리 및 소품
- 찻잔세트

## 지존

### 중국관련 볼거리
- 화교중산학교 : 1884년 인천에 조계지를 설치한 청국의 영사관이 있던 현재의 자리에 1934년 건립된 2층 조적조 건축물이다. 지금도 지역 내 화교들을 교육하고 있는 인천 유일의 대만 교육기관으로 목조트러스의 모임지붕과 중앙포치(Poach), 아치형 창호 및 지붕 층의 출창 형태가 특징이다.
- 해안 천주교 : 원래는 가정집이었던 곳으로 현재 맞은편 해안 천주교 성당의 교육관으로 사용 중이다.
- 한중원 쉼터 : 청나라시대 중․후반기 소주지역 문인들의 정원 양식을 활용해 조성한 야외문화공간으로 중국 전통정원에 사용되는 영벽(影壁), 조벽(照壁), 정자, 목교와 연못, 대나무 및 용기와를 얹은 담장 등을 통해 중국적인 분위기를 조성해 관광객들에게 볼거리와 휴식 공간을 제공하고 있다.
- 한중문화관 : 2005년 건립된 문화관은 한중 양국의 역사와 문화 교류의 중심 역할을 담당하는 곳으로 화교의 역사와 삶, 중국 자매결연도시의 문물 및 경극, 기예공연, 중국어와 한국어 교실 등 다양한 체험 및 교육 프로그램을 통해 직접 중국을 방문하지 않고서도 다양한 중국 문화를 접할 수 있는 곳이다.
- 중국어마을 문화체험관 : 기존의 차이나타운을 활용하여 관광, 교육, 체험을 동시에 해결할 수 있을 뿐만 아니라 연중 다양한 공연과 이벤트를 통해 중국어 학습 공간은 물론 생활 속의 중국어권 문화 공간으로 역할 할 수 있도록 해당 지자체인 인천광역시 중구청에서 운영하는 기관.
- 삼국지벽화거리 : 청일 조계지 계단을 올라가서 밑으로 난 길 양쪽의 벽면에는 삼국지의 중요 장면을 설명과 함께 타일로 제작하여 장식한 벽화가 나온다. 삼국지를 읽어본 사람이라면 그림으로써 남에게 설명을 할 수 있을 정도로 총 80여컷의 장면이 있는데 차이나타운을 방문하는 많은 사람들의 사랑을 받고 있다.
- 짜장면 박물관 : 처음 짜장면을 만들어 팔기 시작한 ‘구)공화춘’을 개조해 박물관으로 조성한 것으로 2층으로 구성되어 있다. 1층에는 1960년대 공화춘 주방의 모습을 고스란히 재현했으며 2층에서는 짜장면의 역사를 엿볼 수 있다.[16]
- 청일 조계지 경계 계단 : 삼국지 벽화거리 끝에 이르면 나오는 계단으로 좌측에는 청국, 우측에는 일본의 조계지가 형성되어 있다. 이 계단은 외국의 행정권과 경찰권이 행사되었던 곳으로 내 나라임에도 불구하고 힘 없었던 나라와 백성의 서러움을 느낄 수 있는 곳이다.[17]
- 의선당 : 본래 '화엄사'라는 이름으로 실제 화교들이 찾아와 소원을 빌기도 했던 중국식 사당. 개항 이후 정착한 화교들이 세운 사당으로 명절인 춘절이나 중앙절 등의 시기에는 축제를 벌이기도 한다.

### 일본 관련 볼거리
- 구)일본영사관 : 1883년 인천이 개항하고 조계지가 설정되면서 인천에 거주하는 일본인이 늘어나게 되자 자국민의 보호를 위해 현 인천 중구청 자리에 일본 영사관을 설치한다. 현재의 건물은 1933년에 2층으로 지어져 사용하다가 1964년에 한층을 증축한 상태이며, 해방 이후 계속 인천시청으로 사용하다가 1985년 시청이 구월동으로 옮기면서 중구청으로 사용하고 있다.
- 구)일본은행들
- 구)일본18은행 인천지점
- 구)58은행 인천지점
- 홍예문

### 인근 관광지
- 자유공원
- 월미도
- 수도국산 달동네박물관
- 화평동 냉면
- 화도진공원
- 신포시장
- 인천아트플랫폼
- 답동성당

## 사진

공자상
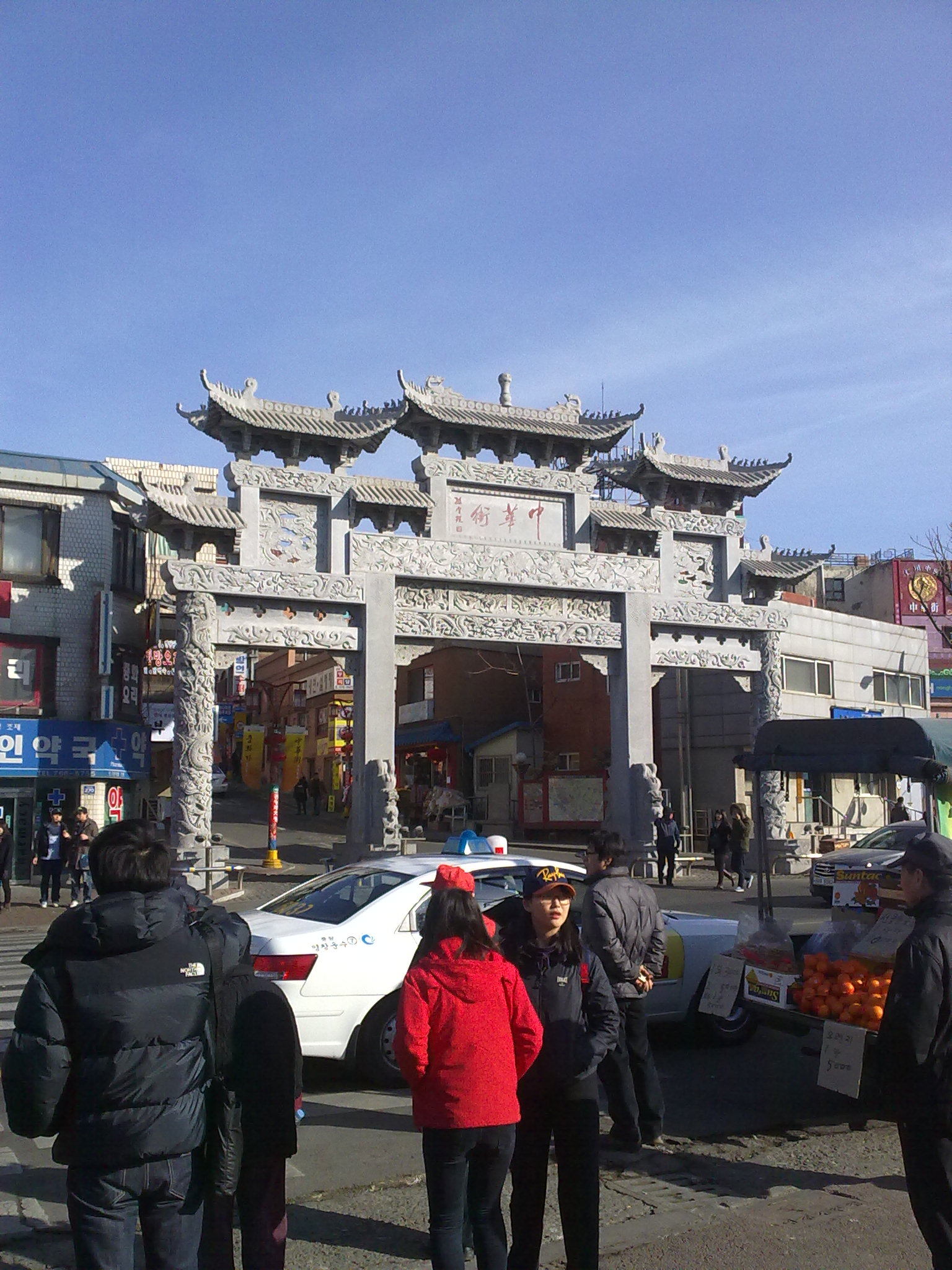
차이나타운 입구(과거)
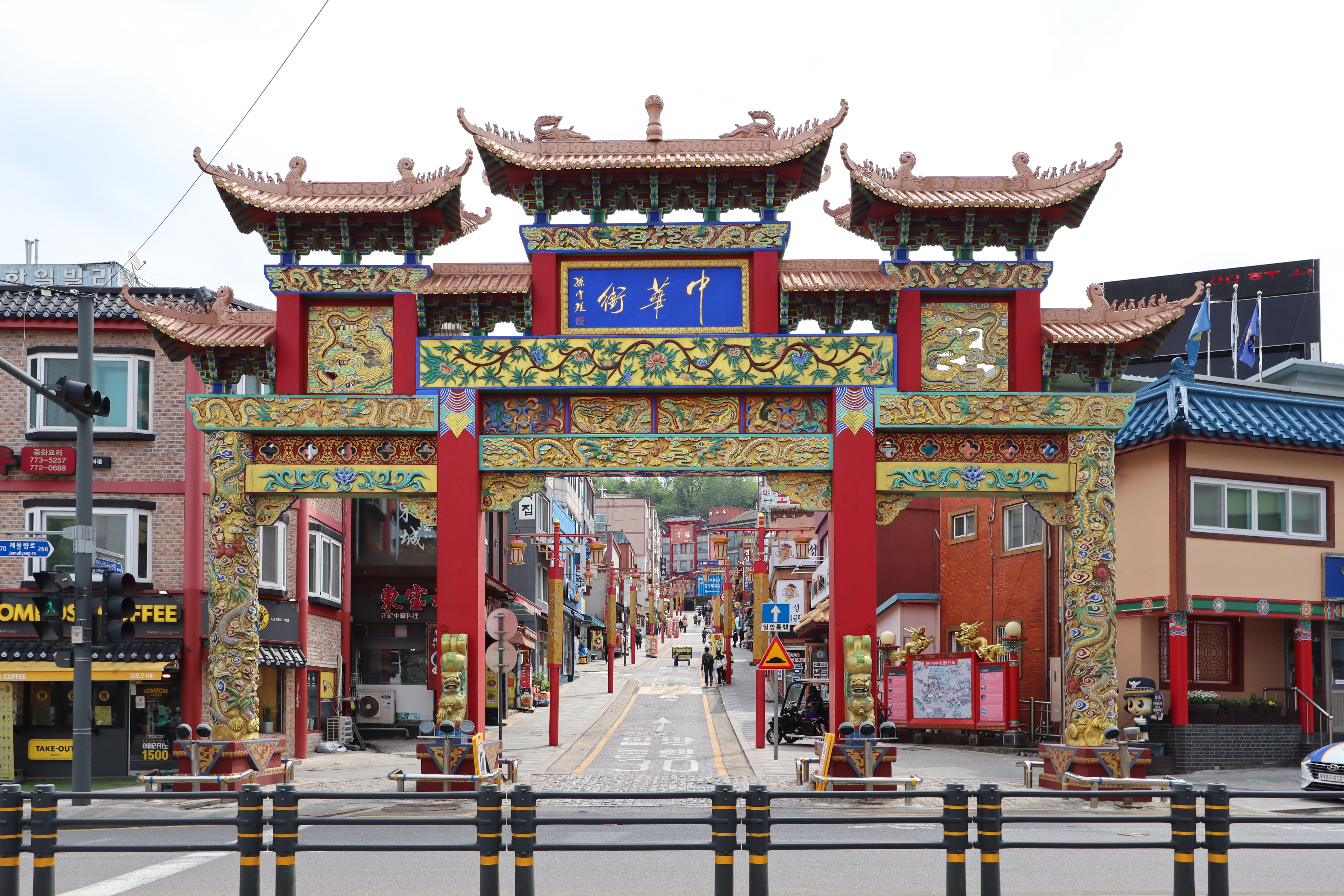
차이나타운 입구
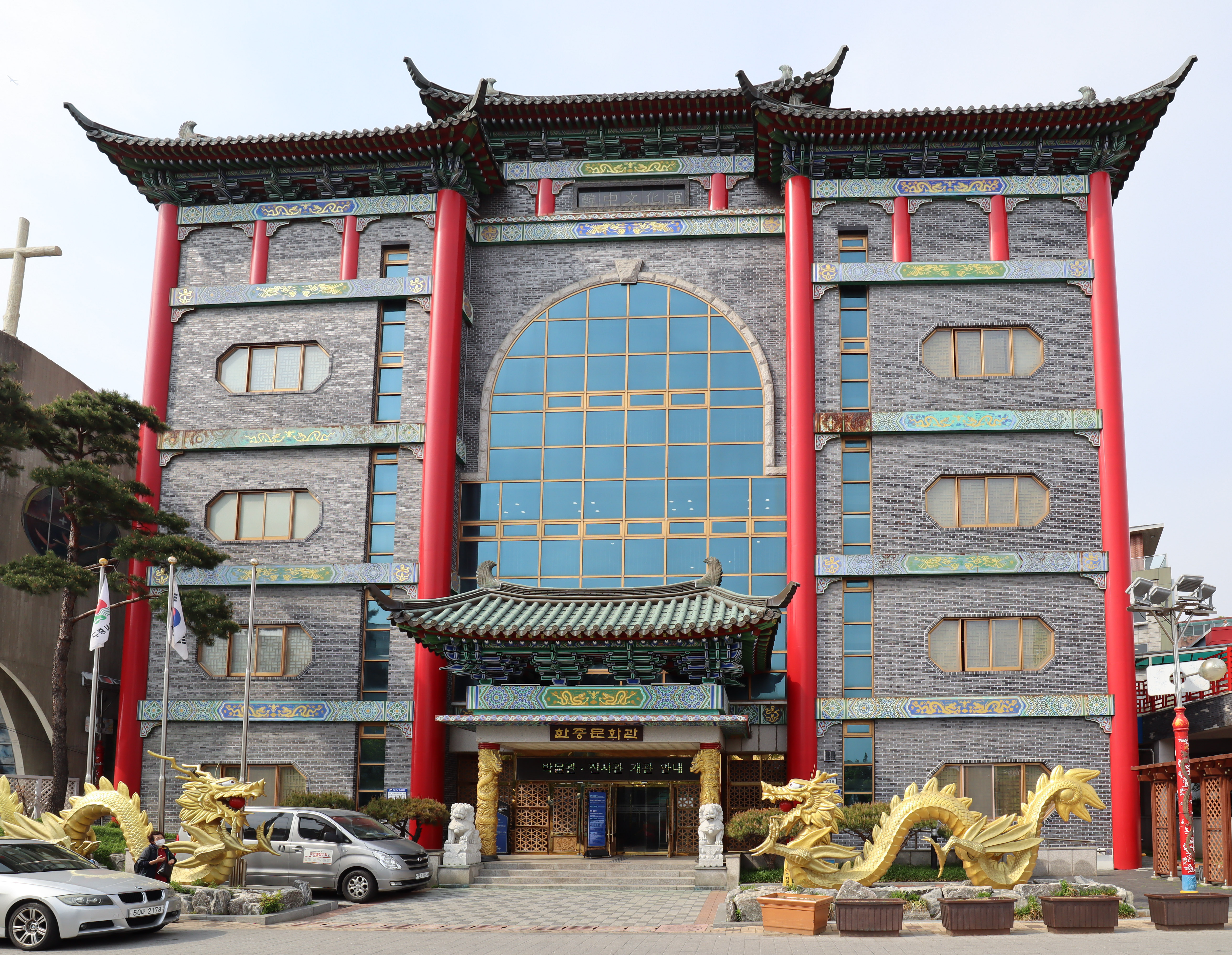
한중문화관
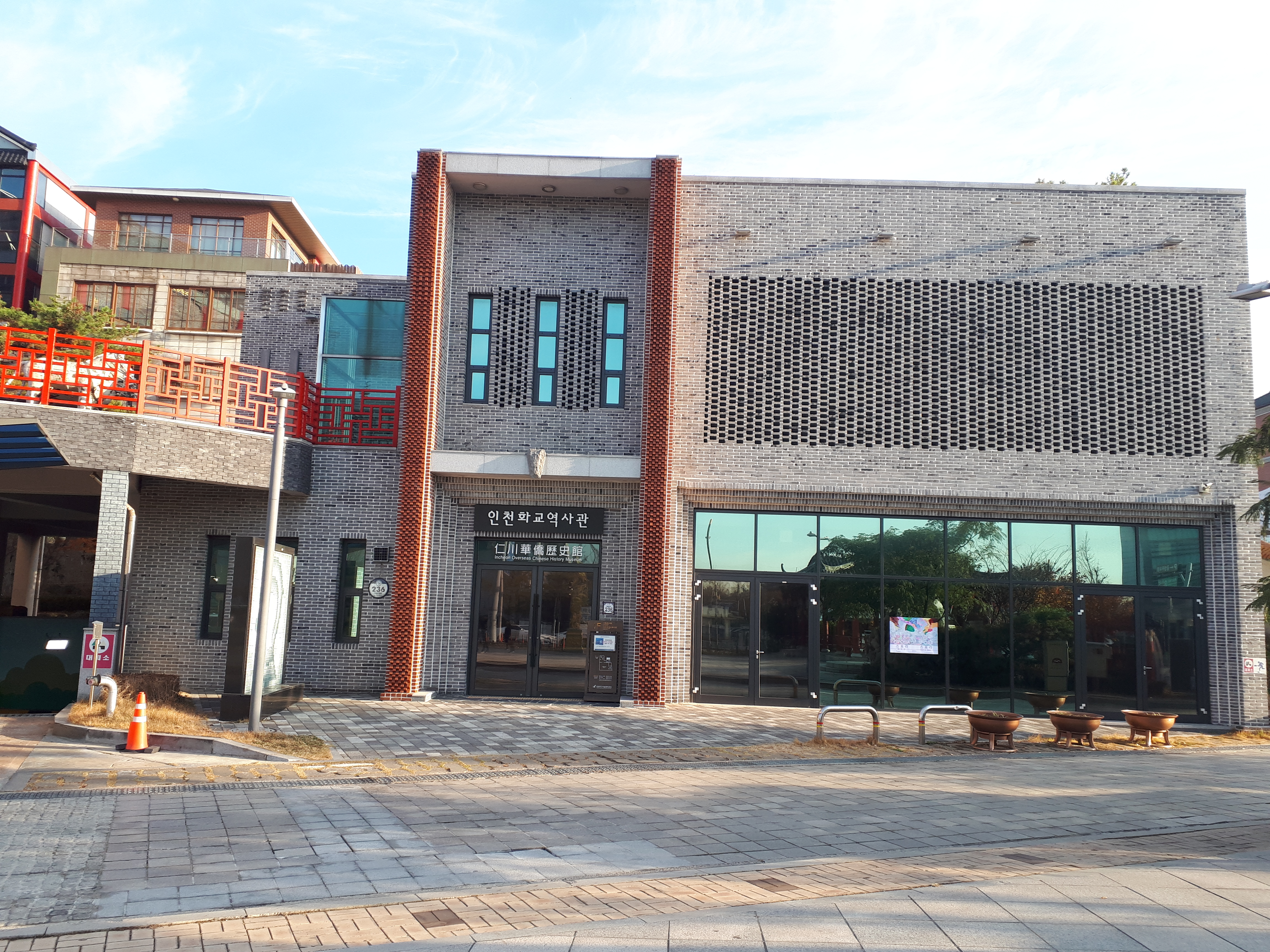
인천화교역사관
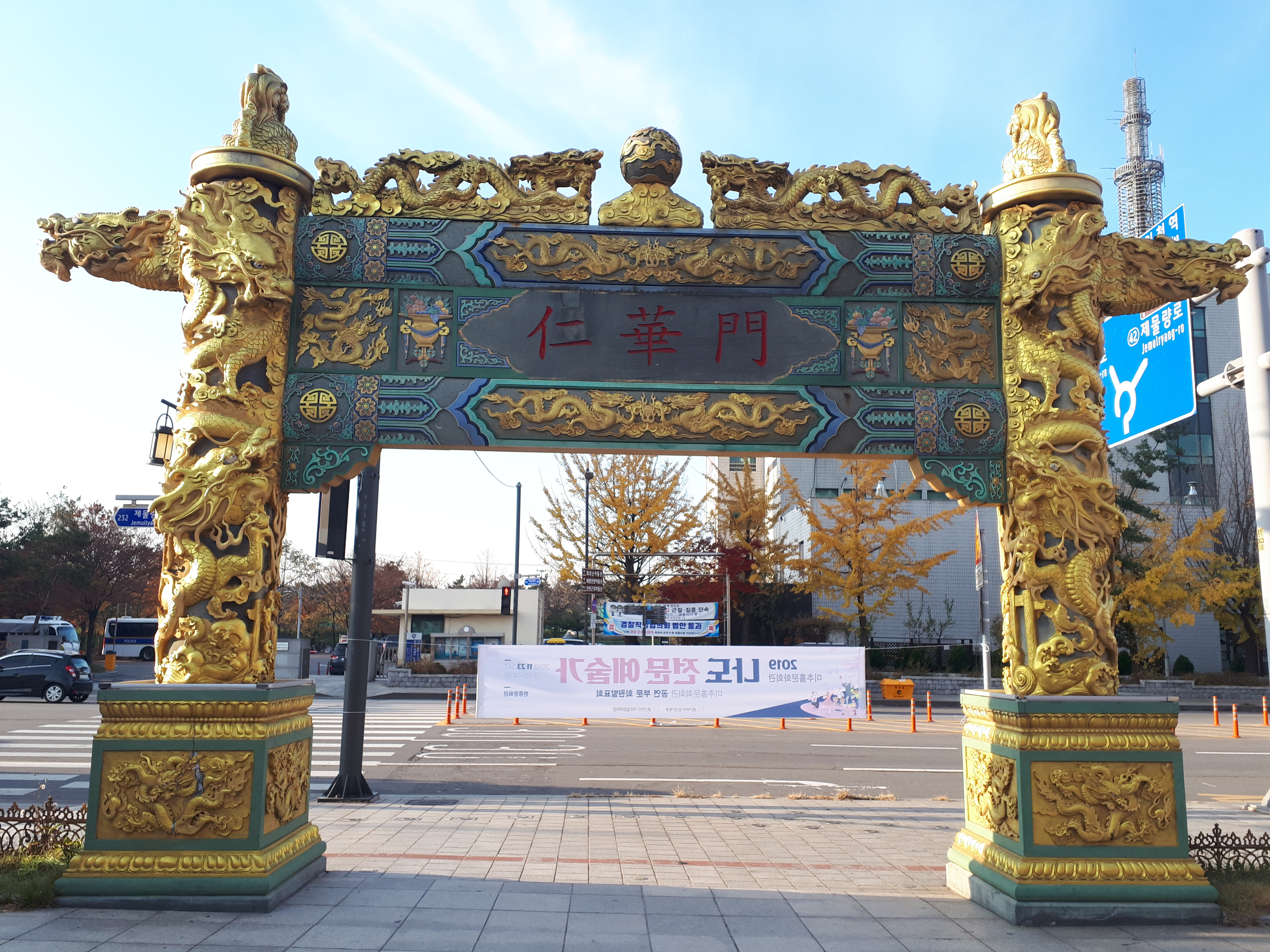
인화문
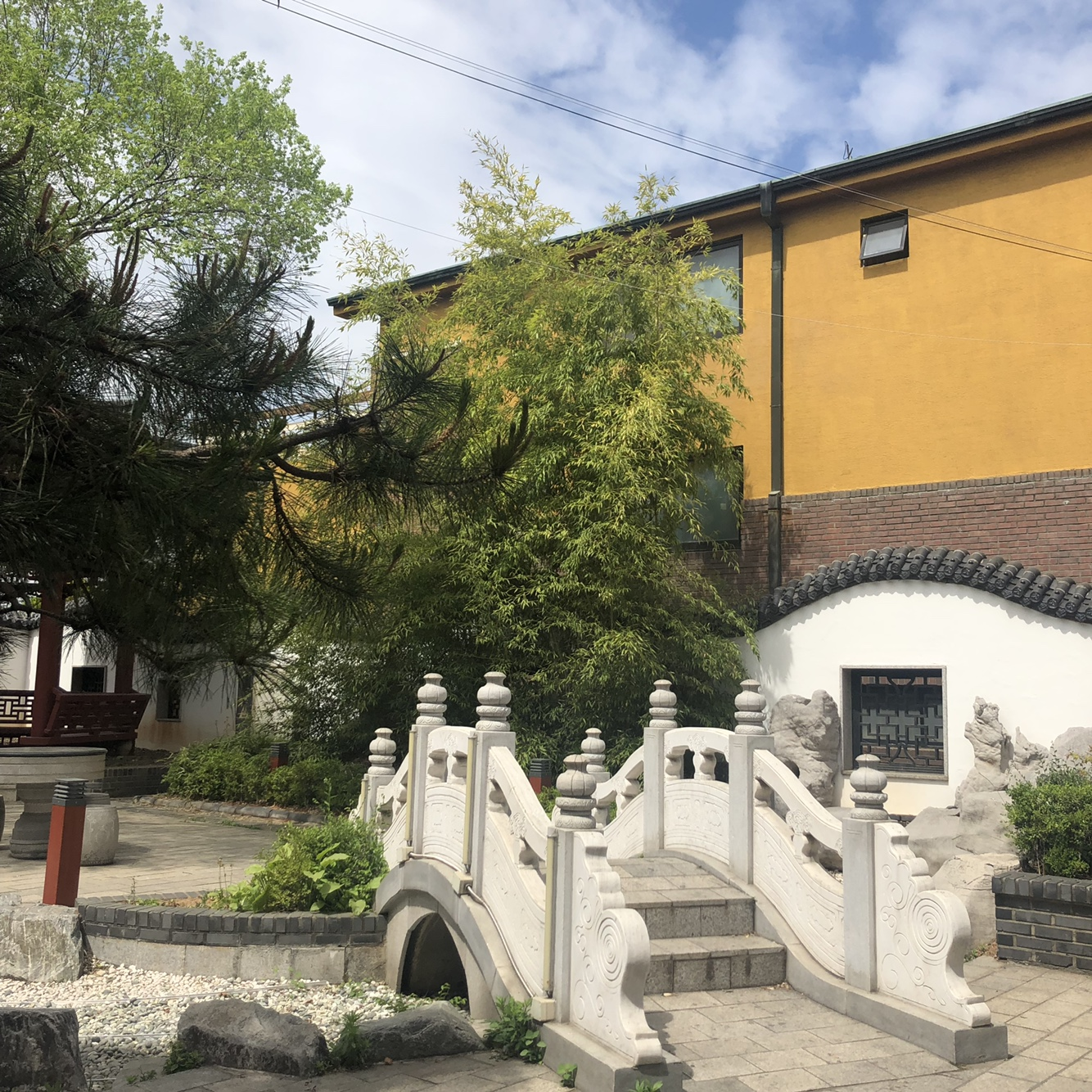
한중일 쉼터
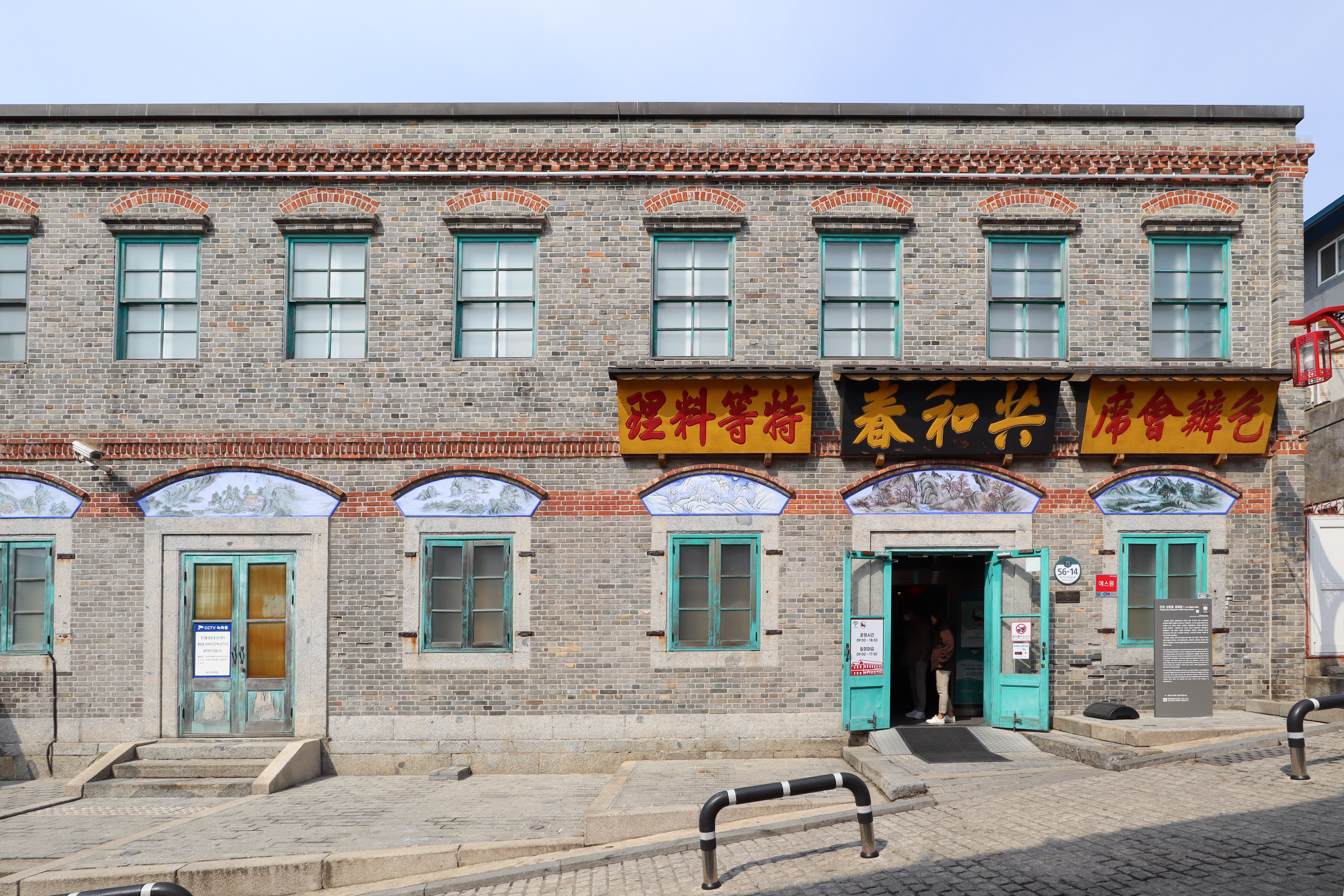
짜장면 박물관
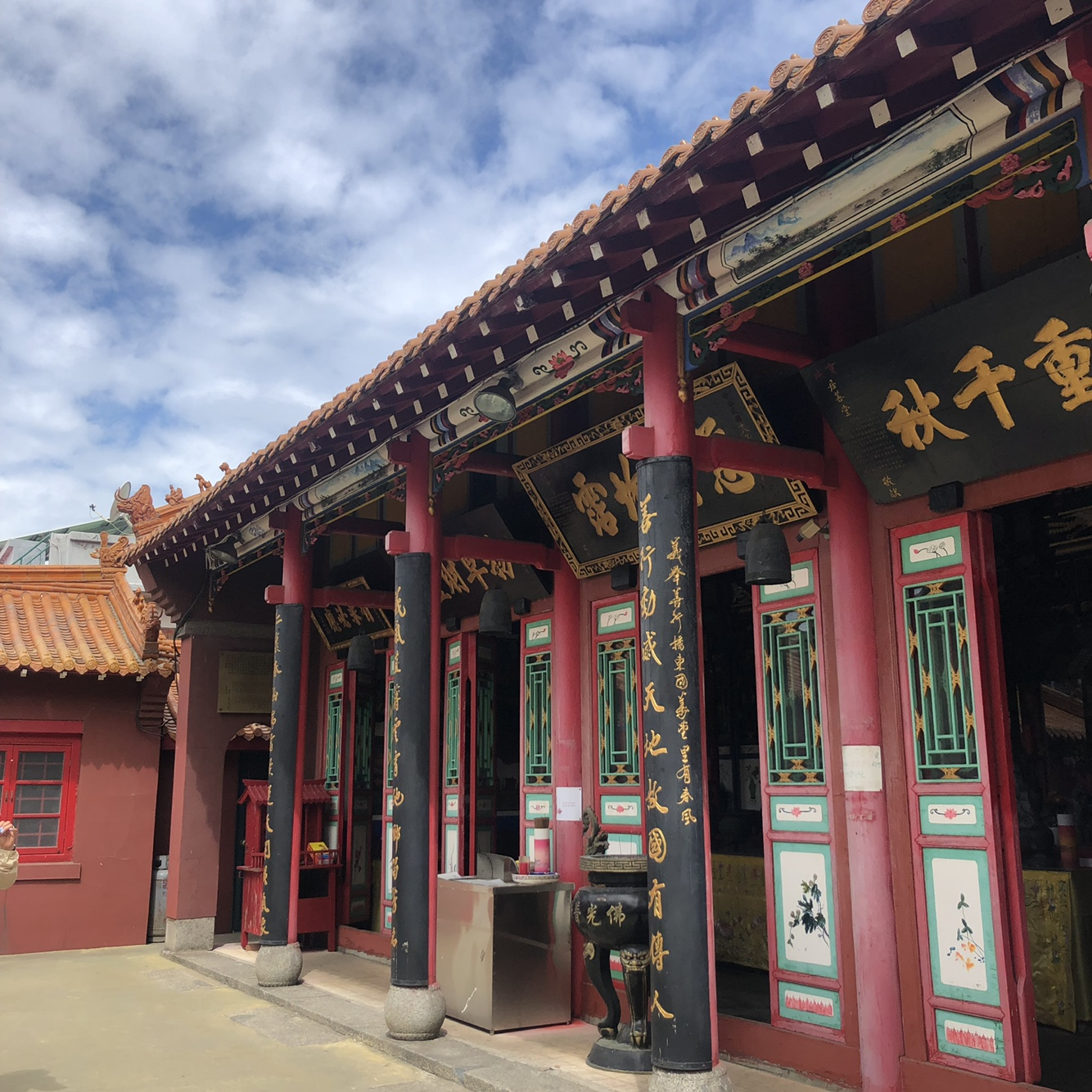
의선당 내부
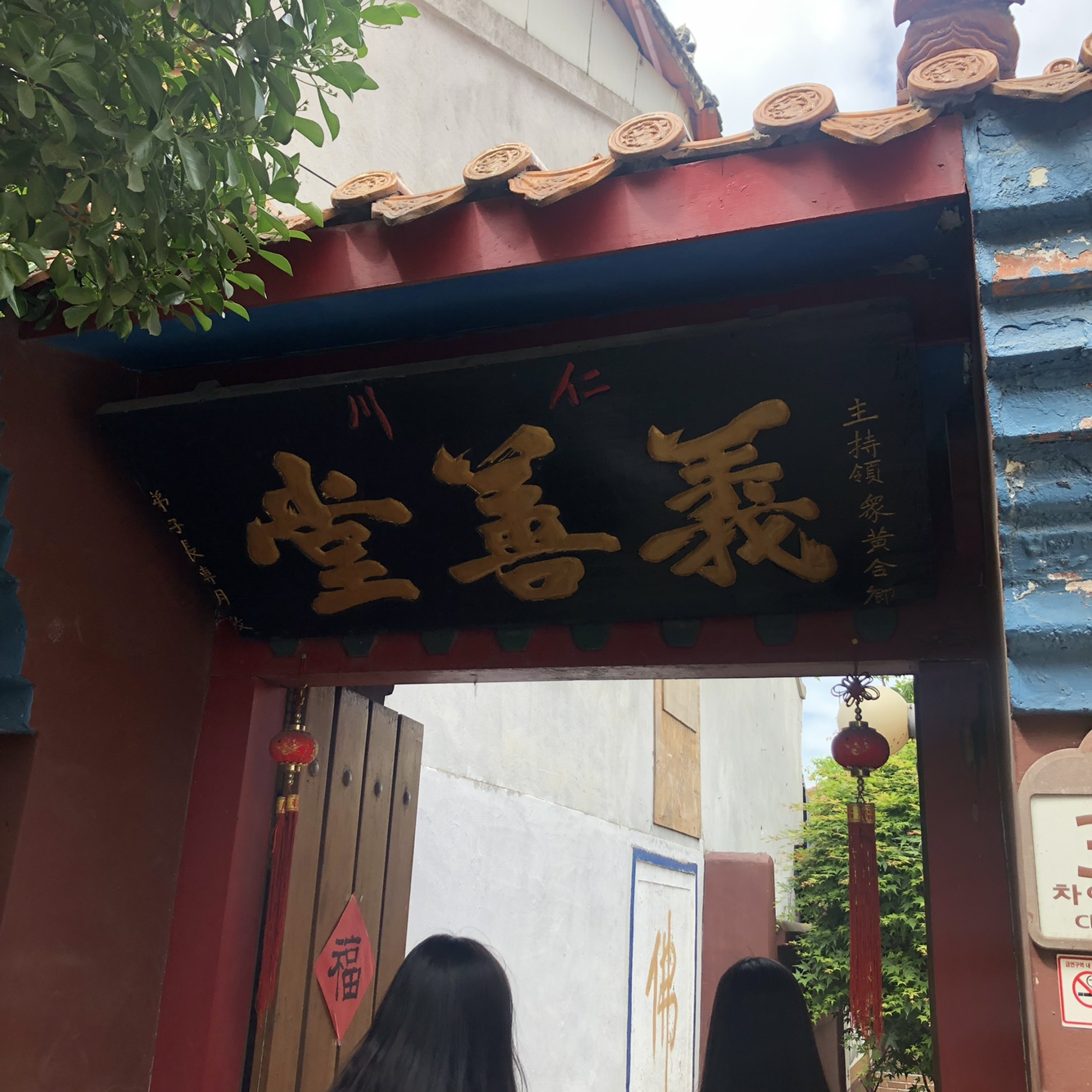
의선당 외부
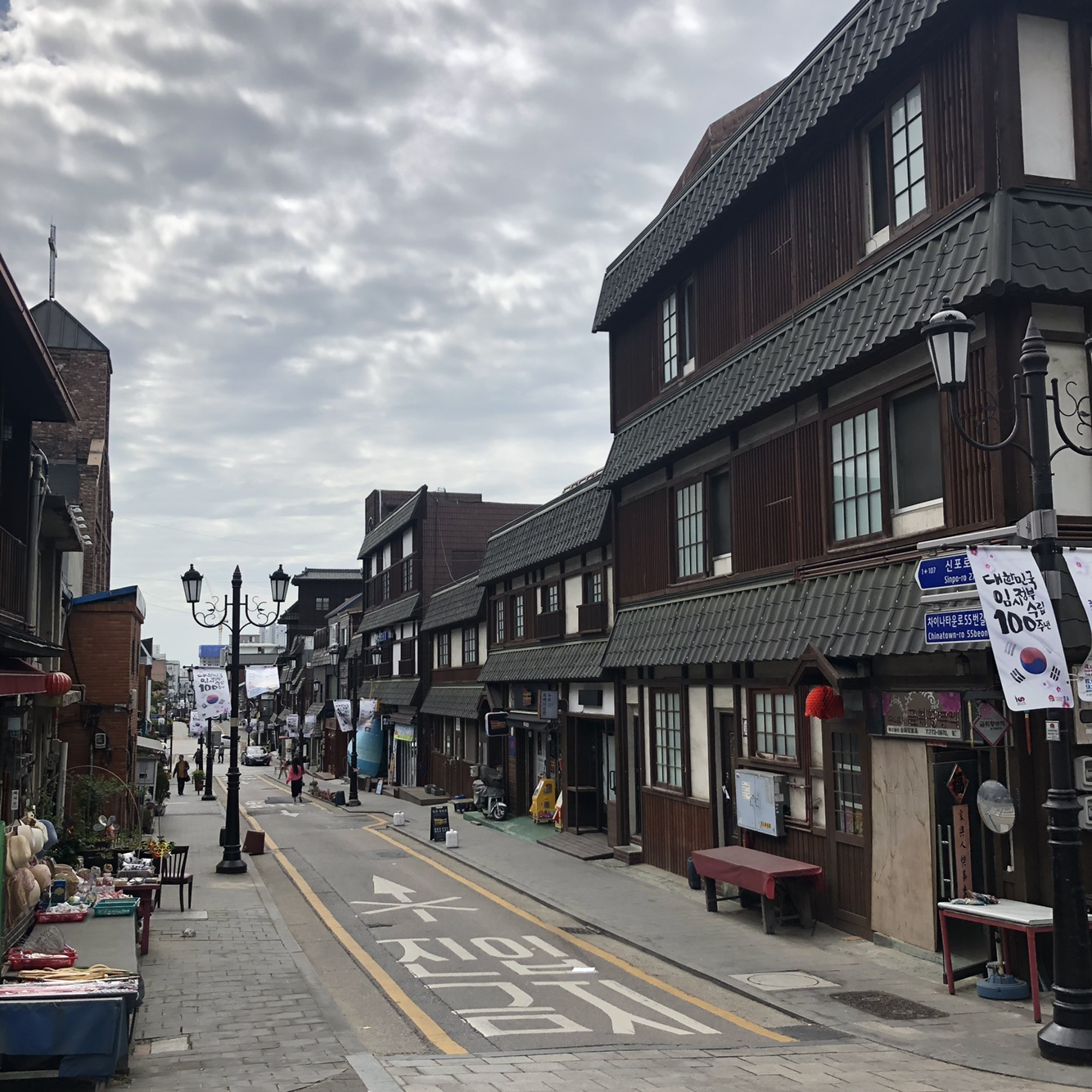
일본 조계지 거리
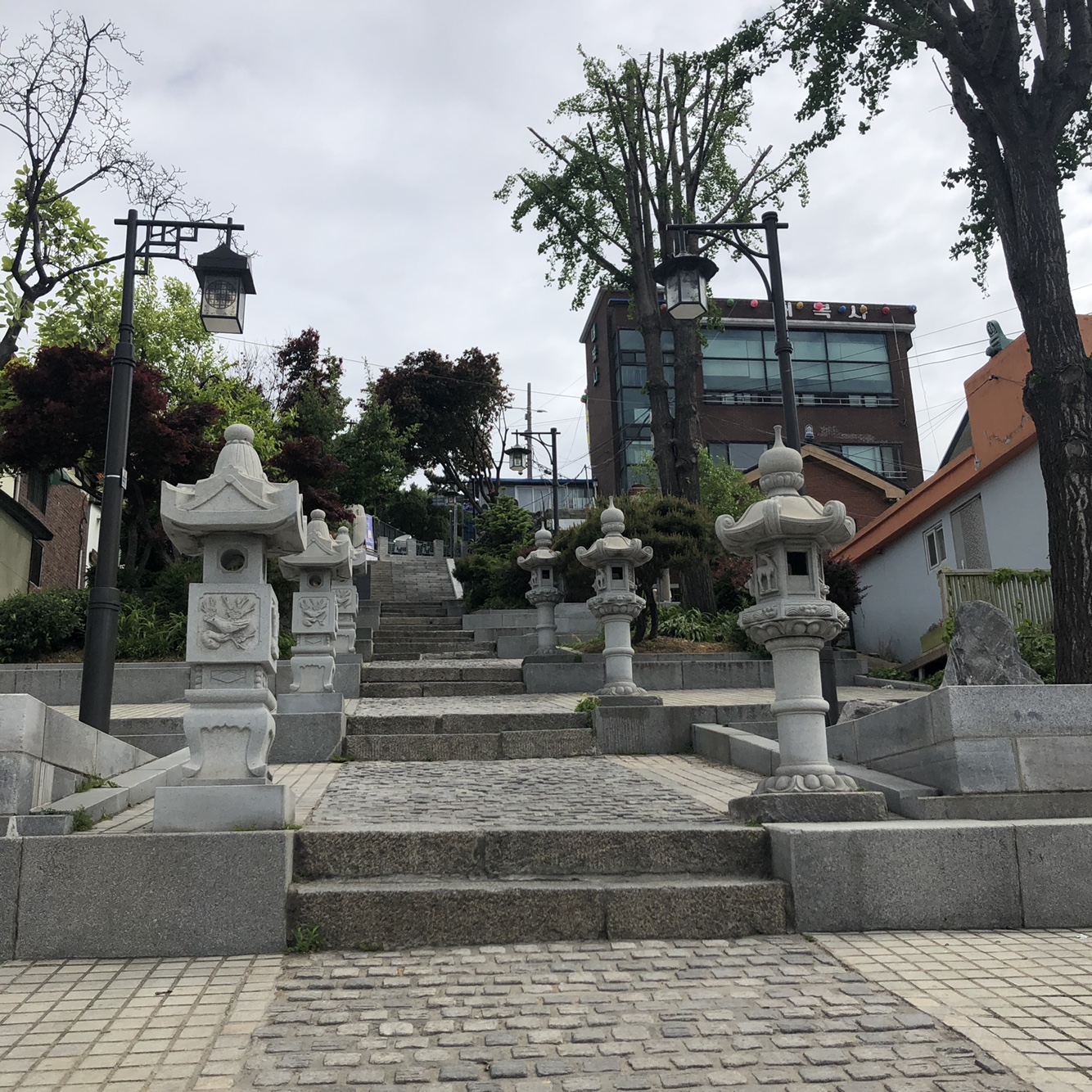
청일 조계지 경계 계단
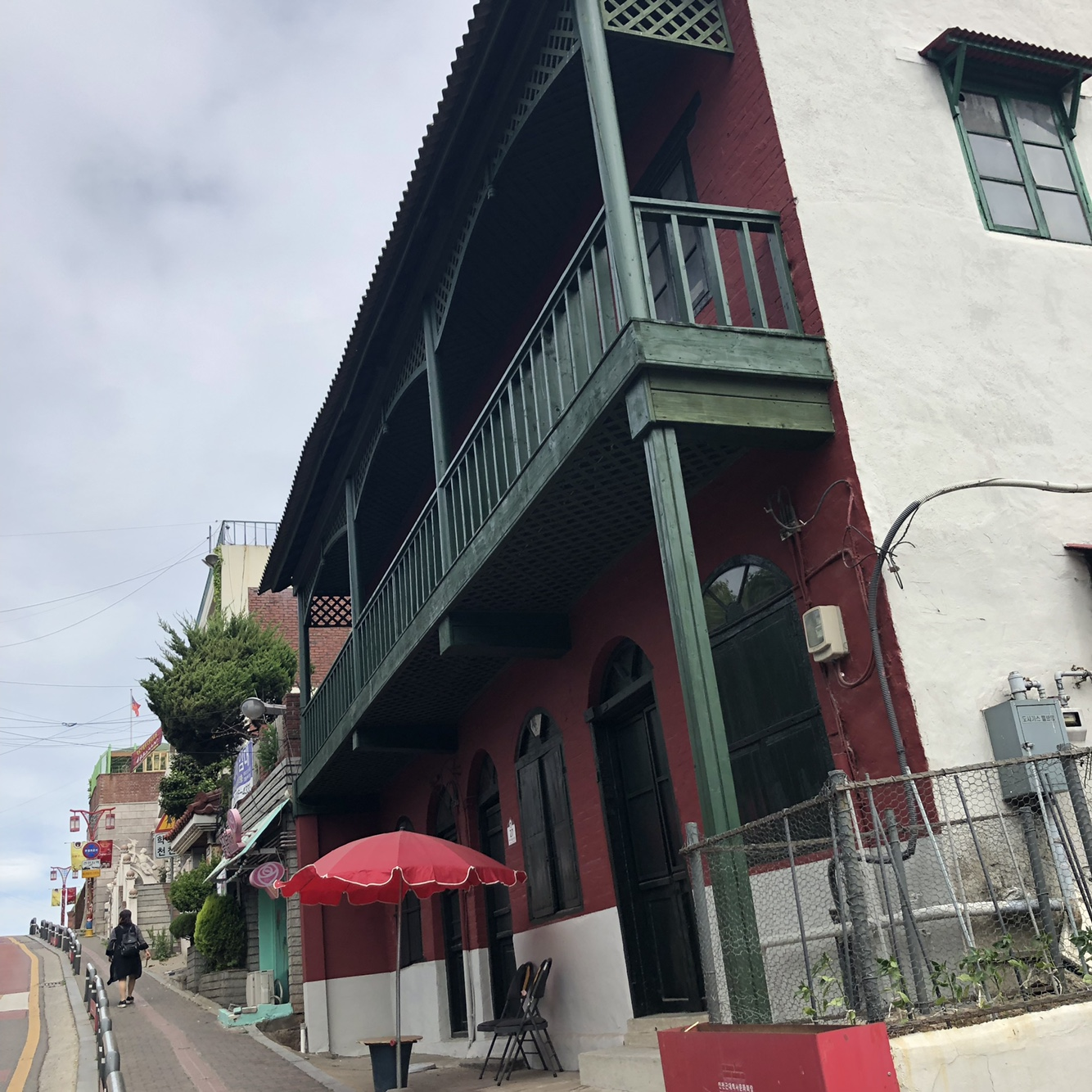
청국 조계지 거리
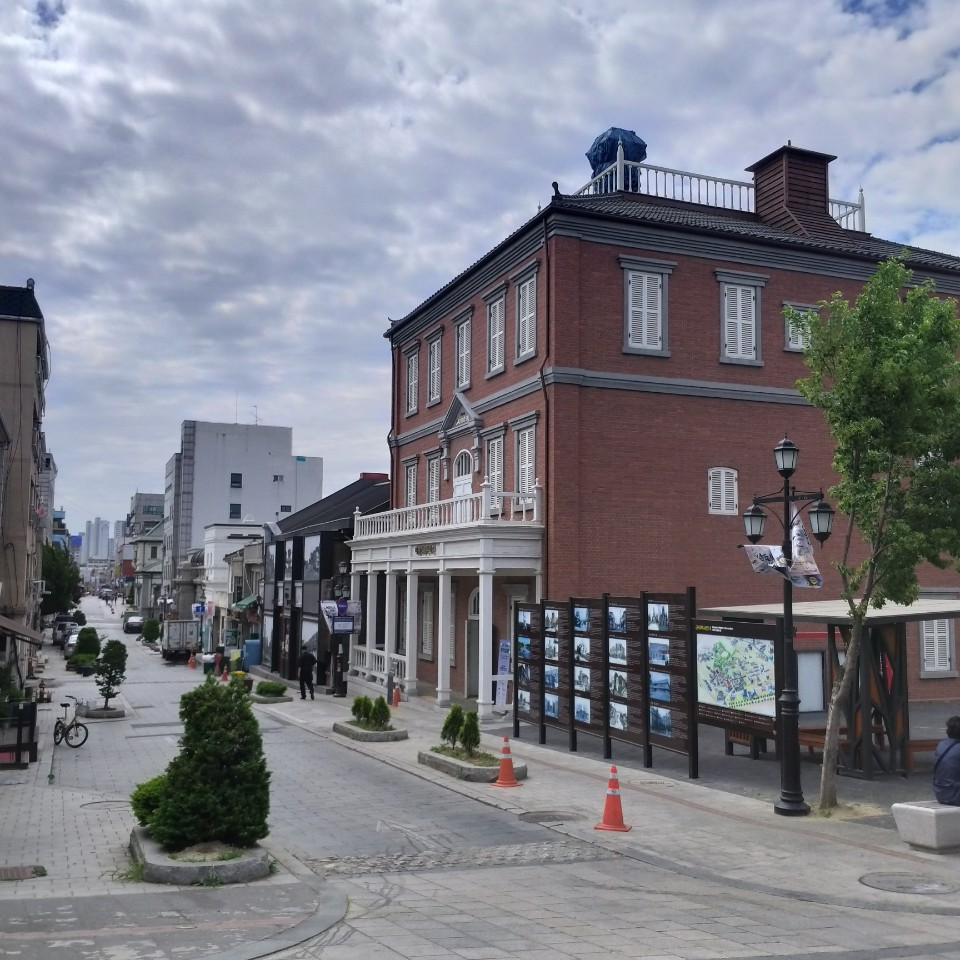
대불호텔 앞 거리
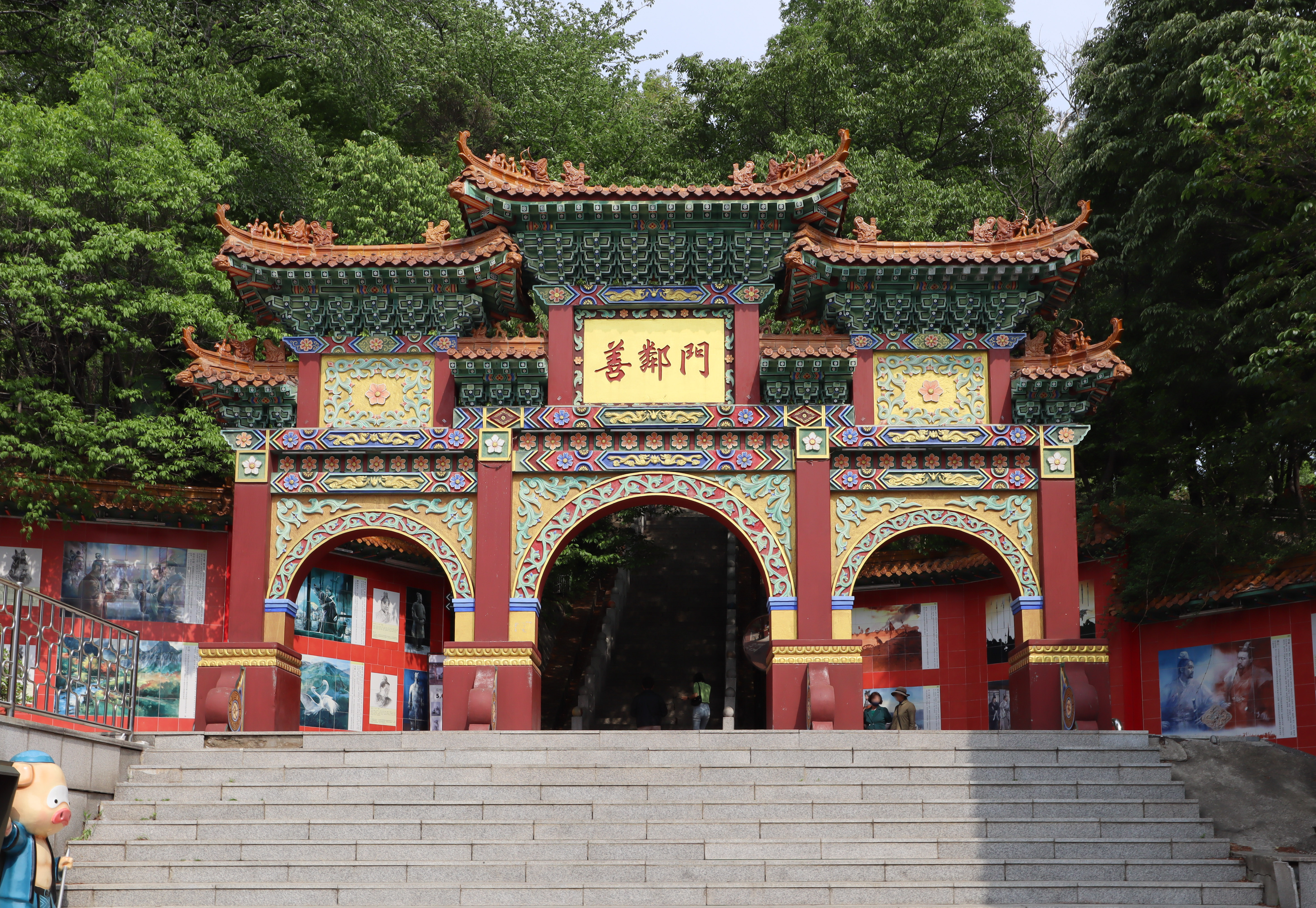
선린문
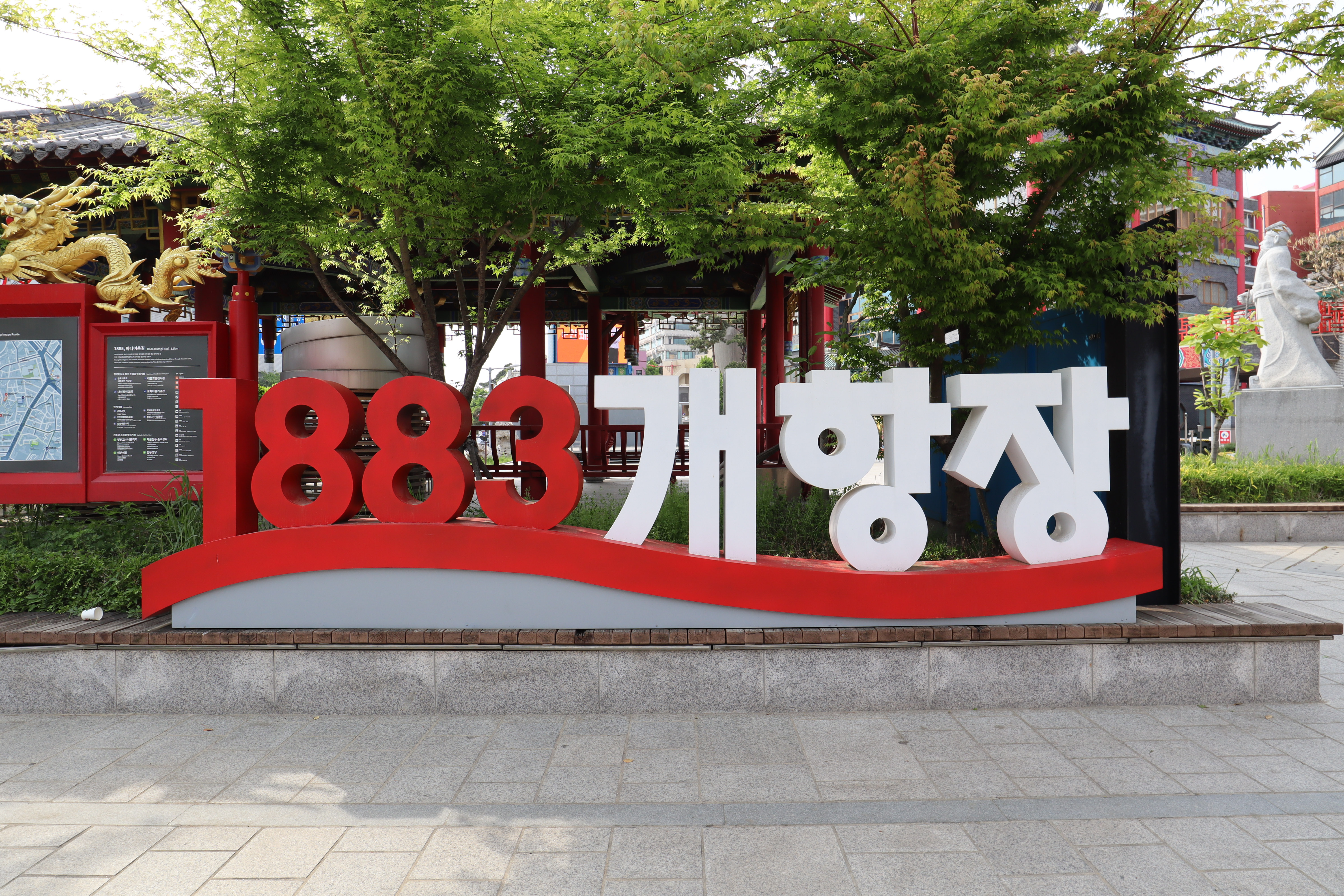
개항장 조형물
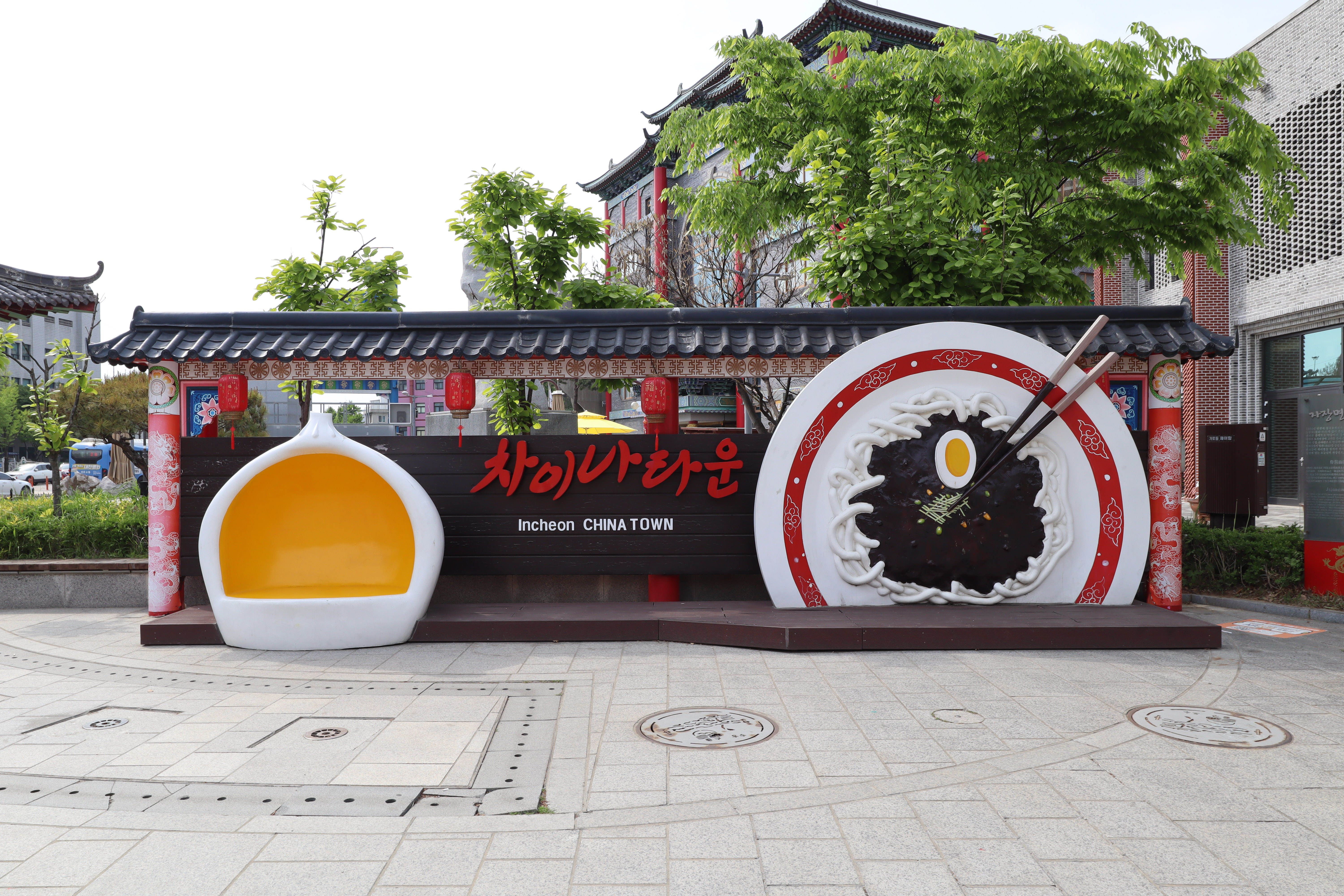
차이나타운 표지 조형물
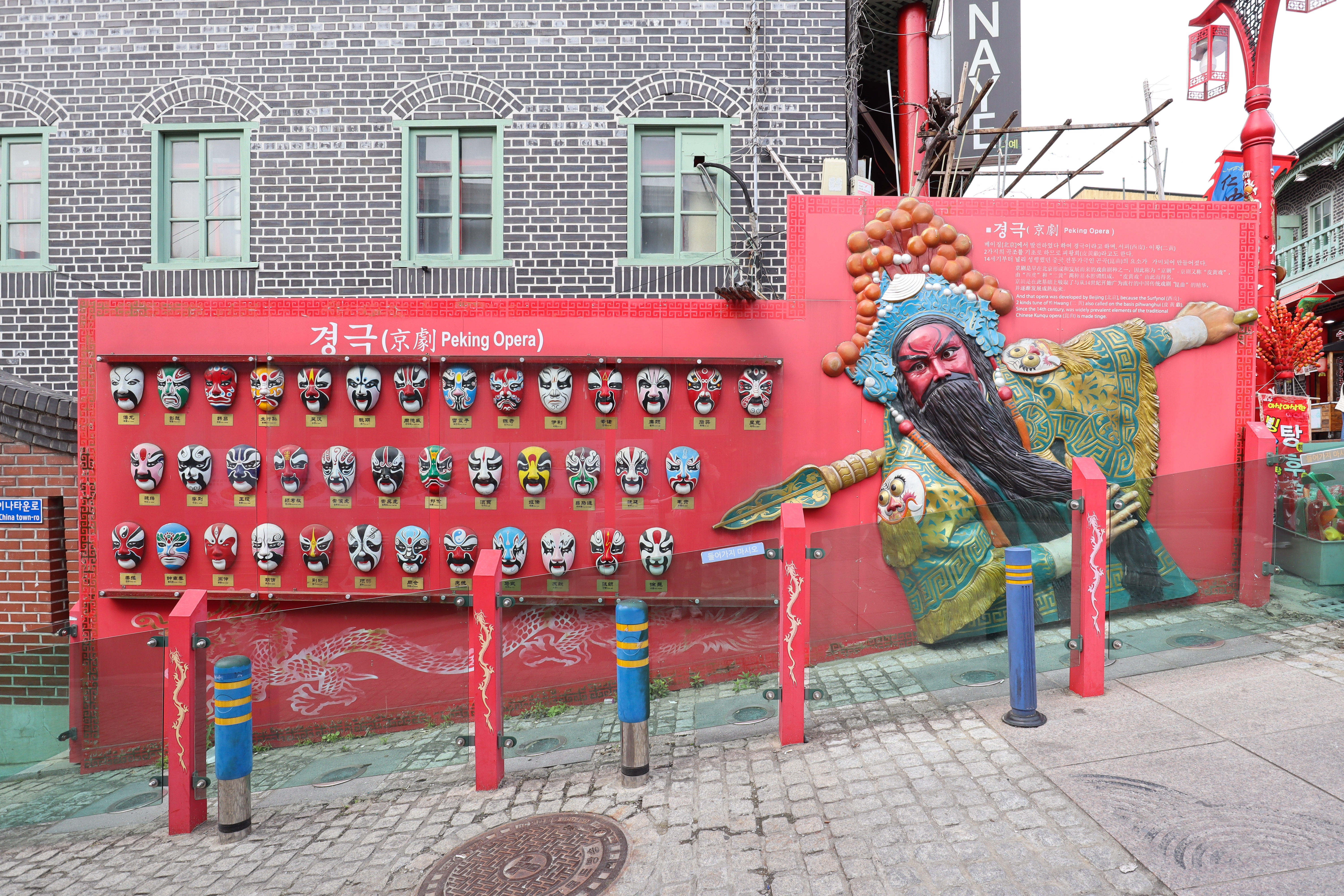
경극 조형물

## 관련 드라마
- 가화만사성 - MBC 주말드라마 가화만사성의 주요 촬영지는 인천 차이나타운에 있는 연경이며, 인천 최대 중화풍 레스토랑인 것으로 보인다.

## 같이 보기
- 차이나타운로 (관련 도로)